# Iglesia de Santa Quiteria (Torre Endoménech)
La iglesia parroquial de Santa Quiteria de Torre Endoménech, en la comarca de la Plana Alta, es un lugar de culto católico catalogado Bien de Relevancia Local según la Disposición Adicional Quinta de la Ley 5/2007, de 9 de febrero, de la Generalitat, de modificación de la Ley 4/1998, de 11 de junio, del Patrimonio Cultural Valenciano (DOCV Núm. 5.449 / 13/02/2007); con el código: 12.05.103-002.
Se localiza en la plaza del Ayuntamiento de la localidad y pertenece al Obispado de Segorbe-Castellón.
Durante mucho tiempo (hasta el siglo XIX), la iglesia de Torre Endoménech pertenecía a la parroquia de Villanueva de Alcolea. El 19 de marzo de 1828 se erigió en Parroquia y un poco más tarde, en 1865 se construye sobre el primitivo templo uno nuevo de mayores dimensiones. El nuevo edificio contaría con una nave claustral construida siguiendo las pautas del orden compuesto, con capillas laterales, en las que se rendiría culto a los patrones de la localidad: Santa Quiteria y San Onofre.